# 町田睿
町田 睿（まちだ さとる、1938年（昭和13年）2月17日 - 2018年（平成30年）1月30日 ）は、日本の銀行家。北都銀行取締役会長。ノースアジア大学客員教授。2014年（平成26年）旭日小綬章受章。
富士銀行常務を経て荘内銀行頭取に就任。同行の経営改革を進めたほか、荘銀と北都銀行との経営統合による金融持株会社であるフィデアホールディングス設立を主導した。

## 来歴・人物
両親とも教職に従事する家庭の4人兄弟の長男として、秋田県仙北郡千屋村（千畑町を経て、美郷町）に生まれ、後に秋田市に移住する。
秋田県立秋田高等学校に進学し、同校では生徒会長を務め、卒業後は東京大学法学部に進む。在学中のクラスメートには、堤富男元通産省事務次官、永島旭元中国銀行頭取らがいた。

### 富士銀行時代
就職の際、当時は金融機関が最も早くから就職活動を受け付けており、それならば銀行を受けようと思い、三菱銀行と富士銀行のどちらがよいか先輩に相談した所、「何の係累もない、田舎者は（三菱銀では）だめだ。」のアドバイスを入れ、大衆性があるとされていた富士銀に入行した。同行時代は一時体調を崩した時期もあったが、総合職、一般職の新人事制度の立案、他行差別化を図るための商品企画、広報戦略等を手がけたほか、従業員組合の執行委員長も歴任。さらに全国銀行協会一般委員長も務め、富士銀のエースとして活躍した。町田と同期である他行企画担当役員は、その後全員頭取に昇格している。これに関して町田は多くを語らないが、「私は、ずっと、裏方仕事に徹していました。」と専門誌の取材において述べている。
総合企画部長時代、住友銀行との融資や預金量首位をかけ、激烈な「FS戦争」を展開していた富士の拡大路線修正を図ろうと根回しを始めるが、バブル崩壊が忍び寄る中の遅すぎた修正にもかかわらず、役員陣から猛反発を食らう。最終的には当時の端田泰三頭取を説得し、「先進のベストバンク」をスローガンに掲げた量から質への経営方針の転換に漕ぎつける。その一方で、再編に出遅れ、劣勢を強いられていた富士の浮上策として合併戦略の緊急性を掲げ、書面に自身の見解をしたため役員へ提起する。さらに筆頭常務在任時、営業基盤の拡充も可能である上に、信託部門を併営する大和銀行（現：りそな銀行）との合併を提言する。それに対し頭取も積極的に動き、会長も支持してくれたが、副頭取が先方の副頭取は大学時代のゼミの親友として提言を引き取った。しかし合併へ向け進捗することは無く沙汰やみとなった。その後、橋本徹頭取から荘内銀行入りを打診される。その申し出を鬱屈した思いや喪失感を抱きつつも応諾した。

### 荘内銀行時代
1994年、荘銀副頭取に着任する。当時の荘銀はバブル崩壊による株価低迷や運用の失敗等で149億円に及ぶ含み損を抱え、大蔵省から決算承認銀行の指定を受けていた。そこで閉塞感を打破することや、全行員に対する意識改革を促す端緒とすべく、町田の主導によって行員の約1割を富士銀本部部署へトレーニーとして派遣することが企画された。その最中には、町田が古巣の総合企画部を訪れ、80名ほどの管理職から女性に至る総員に「迷惑をかけるがよろしくお願いします。」と頭を下げて回った。その様子を伝え聞いた派遣行員は、町田の経営改革にかける熱意を感じ取った。
1995年、頭取に昇格する。在任時はヒト、モノ、カネそして情報の集積する山形市周辺部への攻勢の橋頭堡として荘銀山形ビルの建設、東証1部への上場さらには、新たなリテールチャネルとしてのインストアブランチの展開開始等、都銀で培ったノウハウをアレンジして矢継ぎ早に施策を講じ、従来「殿様銀行」などと揶揄されていた弛緩した組織に大変革をもたらし、小粒ではあるが個性の光る金融機関へと変貌を遂げさせた。そして、1999年の暮れには規模の拡大を狙い殖産銀行との対等合併を発表。名称もミライオン銀行と決定されるも、システム統合で合意が得られなかったことや、殖銀内部に反対論が台頭し、2000年4月、合併は白紙還元に至った。

### フィデアホールディングス時代
2008年3月には、「北都銀行が緊急に増資を求めている」との一報をみずほコーポレート銀行幹部から伝えられるや、将来の統合まで踏み切る意向を確認し、僅か1ヵ月で統合の基本合意を荘銀の役員会に報告するなど手腕を発揮した。2009年10月1日、2行の経営統合によって新たに設立されたフィデアホールディングス取締役会議長と代表権のない北都銀行取締役会長に就任した。また会長就任に伴い50年ぶりに帰郷。秋田市内に転居した。
2012年4月、懇意としている新田嘉一東北公益文科大学理事長から定員割れが続き、厳しい環境下に置かれる同大学長への就任を要請され、受諾。大学の改革に取り組み、2014年4月、同大理事に退いた。また同年6月には、秋高同窓会会長に就任した。
2018年1月30日、入院先の千葉県柏市の病院で膵臓がんで死去。79歳没。叙従五位。

## 略歴
- 1956年（昭和31年）- 秋田県立秋田高等学校卒業。
- 1962年（昭和37年）- 東京大学法学部卒業後、富士銀行入行。
  - 以降、信用開発部部長代理兼信用ローン管理センター所長、人事部長代理、同次長、同副部長、市場開発部長、総合企画部長を歴任。
- 1989年（平成元年）- 同取締役総合企画部長委嘱。
- 1991年（平成3年）- 同常務取締役。
- 1994年（平成6年）- 荘内銀行副頭取に就任。
- 1995年（平成7年）- 同頭取に就任。
- 2008年（平成20年）- 同取締役会議長に就任。
- 2009年（平成21年）- フィデアホールディングス取締役会議長・北都銀行取締役会長。
- 2011年（平成23年）- 荘内銀行取締役相談役（非常勤）。
- 2012年（平成24年）- 東北公益文科大学学長。
- 2014年（平成26年）- 秋田県立秋田高等学校同窓会会長。
- 2016年（平成28年）- 北都銀行取締役会長、フィデアホールディングス取締役、荘内銀行相談役。
- 2018年（平成30年）1月30日 - 死去。